# 해맞이에서 생긴 일
《해맞이에서 생긴 일》은 한국방송공사 2TV 특집드라마이다.

## 기획 의도
웃음과 화해로 지난 삶을 반추하고 밝은 새해를 기약하는 드라마

## 제작진
- 극본 : 김지요
- 연출 : 이덕건

## 출연진
- 김성겸
- 김세준
- 김혜선
- 맹상훈
- 선우재덕